# International Academy of Middle Eastern Dance
Die International Academy of Middle Eastern Dance (IAMED) wurde 1996 von Suzy Evans gegründet, um den Bauchtänzerinnen und Bauchtanz-Fans die Bauchtanzkonzerte und Videos zur Verfügung zu stellen und die weltberühmten Bauchtänzerinnen und ihre Leistungen und ihre Beiträge zu diesem Kunst zu erkennen. Suzy Evans begann ihre Karriere als Bauchtänzerin in den 1970er Jahren, als der Bauchtanz zum ersten Mal von der vorherrschenden Kultur in den Vereinigten Staaten bemerkt wurde. Mehrere altgediente Bauchtänzerinnen und einige neue Talenten schlossen sich Suzy Evans an, um den Vorstand von IAMED zu gründen. Suzy Evans veröffentlichte 1998 die Website Bellydance.org, um einfacher Informationen über den Bauchtanz zu bekommen und einfacher Videos zu verkaufen.
IAMED-Mitglieder bezeichneten den Bauchtanz als einen wirklichen internationalen Kunstform und glaubten, dass die hervorragenden Bauchtänzerinnen, Bauchtanzlehrerinnen und Veranstalter gewürdigt werden sollen. Diese Vorstellung ließ die Awards of Belly Dance entstehen.
Die ersten Awards of Belly Dance wurden im September 1997 im Los Angeles Theatre Center zuerkannt.